# Xynobius lumpurensis
Xynobius lumpurensis är en stekelart som först beskrevs av Fischer 1966.  Xynobius lumpurensis ingår i släktet Xynobius och familjen bracksteklar. Inga underarter finns listade i Catalogue of Life.